# تعليقات دونالد ترامب على جون ماكين

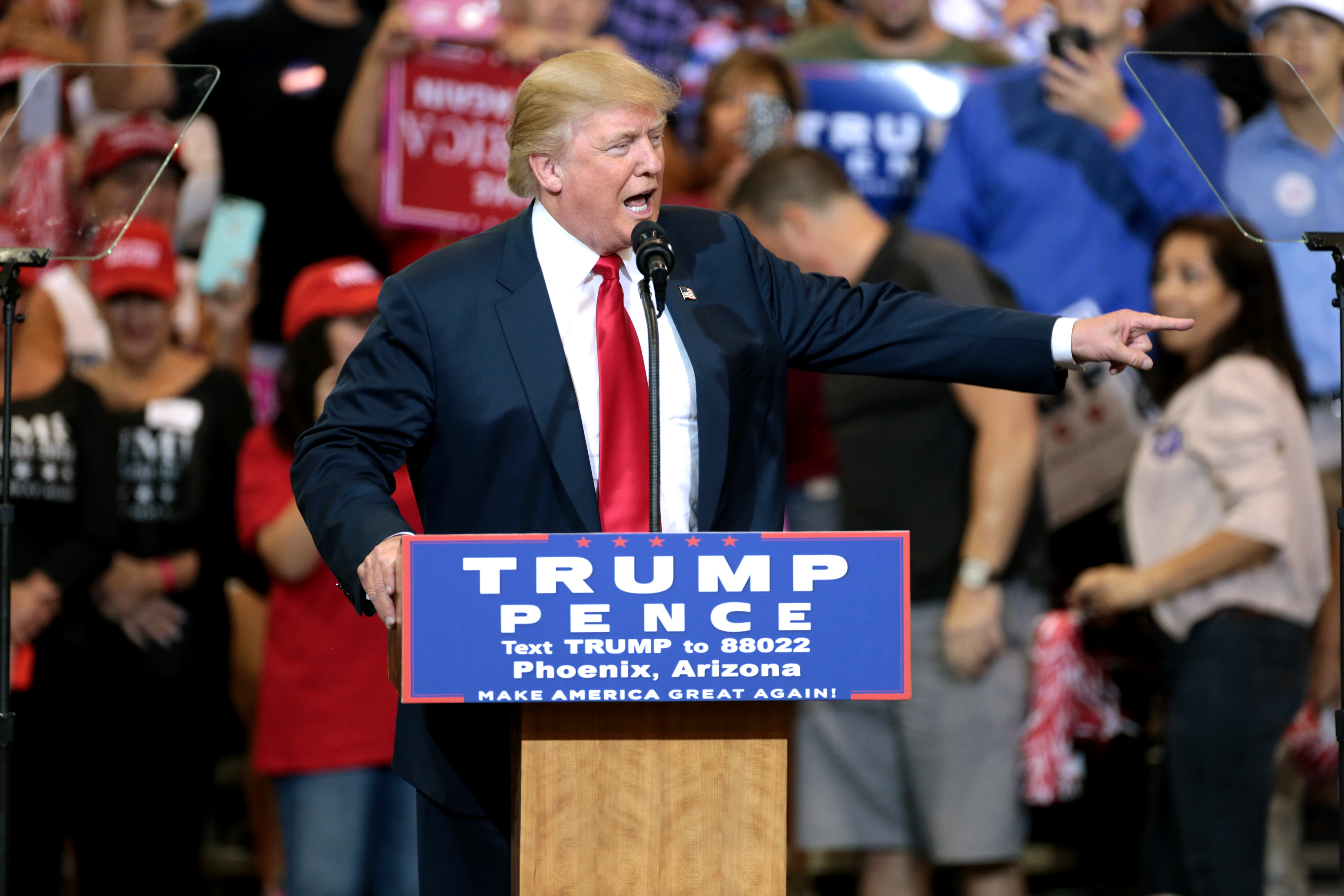
دونالد ترمب أثناء حملته الانتخابية في ولاية أريزونا موطن جون ماكين في عام 2016.

أدلى دونالد ترمب الرئيس الخامس والأربعون للولايات المتحدة (2017-2021) بسلسلة من التصريحات العامة المثيرة للجدل منتقدًا السيناتور الأمريكي الراحل جون ماكين من أريزونا منذ يوليو/تموز 2015. وأثارت تعليقاته المتعلقة بماكين ردود فعل عنيفة من العديد من أعضاء الحزب الجمهوري، مثل جيب بوش وليندسي جراهام وميت رومني وسكوت ووكر وميتش ماكونيل وجوني إيزاكسون ومارثا ماكسالي وآخرين. وأثارت التصريحات ردود فعل عنيفة من عائلة ماكين ومن ميغان ماكين وكذلك من أعضاء الحزب الديمقراطي مثل تشاك شومر وباراك أوباما وجو بايدن وغيرهم.

## التصريحات

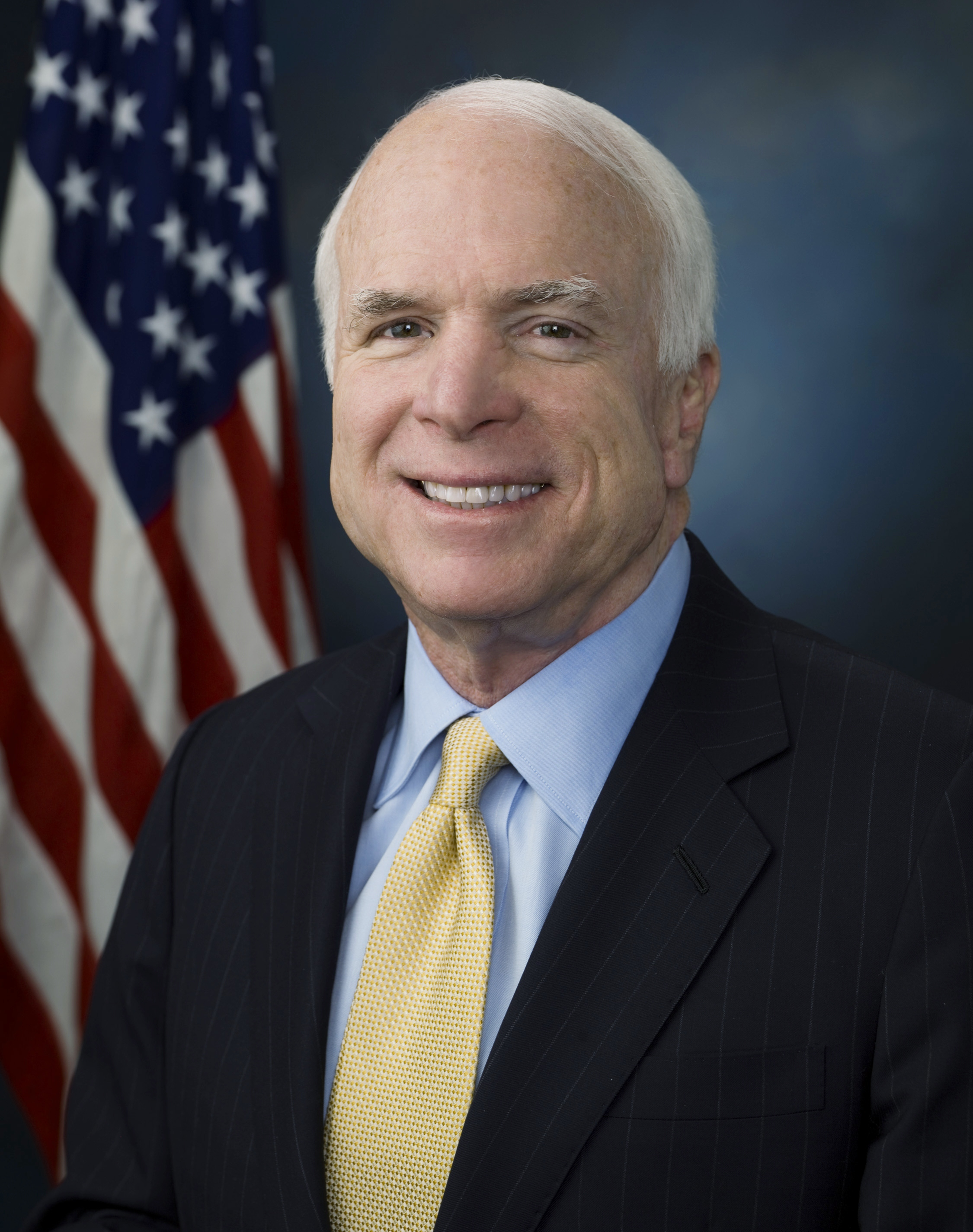
صورة رسمية للكونغرس عام 2009 للسيناتور الأمريكي الراحل جون ماكين من ولاية أريزونا.

أطلق الرئيس الأمريكي السابق دونالد ترمب عدة تصريحات عامة مثيرة للجدل منذ عام 2015 حول السيناتور الأمريكي الراحل جون ماكين من أريزونا. أدلى ترمب بتعليقات تتعلق بالخدمة العسكرية لماكين طيارًا بحريًا في البحرية الأمريكية فب عملية هزيم الرعد في حرب فيتنام التي أسقطت فيها طائرته فوق هانوي وظل أسير حرب من عام 1967 إلى عام 1973.

### 2015
في 18 يوليو/تموز 2015 ظهر ترمب في قمة القيادة العائلية في مدينة آيمز، بعد شهر واحد فقط من إعلانه عن حملته الانتخابية للرئاسة في 16 يونيو/حزيران من العام نفسه. في مقابلة فردية مع خبير استطلاعات الرأي في شبكة سي بي إس فرانك لونتز، سُئل ترمب عن الخدمة البحرية للولايات المتحدة آنذاك. السيناتور الأمريكي من ولاية أريزونا جون ماكين، رد عليه ترمب:
"فرانك: (00:01)
جون ماكين، بطل الحرب، أمضى خمس سنوات ونصفًا أسيرًا للحرب، وتصفونه بالغبي. هل هذا مناسب للترشح للرئاسة؟
دونالد ترمب: (00:11)
حسنًا. دعونا. يجب أن تسمح لي بالتحدث يا فرانك لأنك تقاطعني طوال الوقت، أليس كذلك؟ لا، أنا أعرفه جيدًا، هذه هي المشكلة. دعونا نأخذ جون ماكين. أنا في فينيكس. لدينا اجتماع سيحضره 500 شخص في فندق بيلتمور. نتلقى اتصالاً من الفندق، إنه اضطراب. آلاف وآلاف الأشخاص يأتون قبل ثلاثة أو أربعة أيام، وينصبون خيامهم على العشب المجاور للفندق. يقول الفندق "لا يمكننا التعامل مع هذا الأمر، فهو سيؤدي إلى تدمير الفندق". فنقوم بنقله إلى مركز المؤتمرات. لدينا 15000 شخص، جون، وهو العدد الأكبر على الإطلاق، أكبر من بيرني ساندرز، أكبر من... 15000 شخص حضروا لسماع حديثي، وهو عدد أكبر من أي شخص آخر، والجميع يعرف ذلك.
دونالد ترمب: (00:53)
كان يومًا جميلًا مع أشخاص رائعين كانوا أمريكيين عظماء، سأخبرك بذلك. جون ماكين يصعد إلى المسرح، "يا إلهي، ترمب يجعل حياتي صعبة. لقد جعل 15 ألف مجنون يظهرون في المشهد". لقد وصفهم جميعًا بالمجانين. قلت لهم "لم يكونوا مجانين، بل كانوا أمريكيين عظماء". هؤلاء الناس، لو رأيتم هؤلاء الناس... أعرف ما معنى الجنون. أنا أعرف كل شيء عن المجانين، هؤلاء لم يكونوا مجانين. فأهانني وأهان كل من كان في تلك الغرفة. وقلت "يجب على شخص ما أن يترشح ضد جون ماكين الذي لم يكن في رأيي مرشحاً جيداً". ودعمته، ودعمته في الانتخابات الرئاسية. لقد جمعت له مليون دولار. إنها كمية كبيرة من المال. لقد دعمته. لقد خسر، لقد خذلنا. لقد خسر. لذلك لم أحبه أبدًا بعد ذلك لأنني لا أحب الخاسرين. لكن فرانك، فرانك، اسمح لي أن أبدأ في هذا الأمر. لقد ضربني.
فرانك: (01:43)
إنه بطل حرب.
دونالد ترمب: (01:44)
إنه ليس بطل حرب.
فرانك: (01:46)
إنه بطل حرب.
دونالد ترمب: (01:46)
إنه بطل حرب.
فرانك: (01:46)
خمس سنوات ونصف في معسكر السجن.
دونالد ترمب: (01:46)
إنه بطل حرب لأنه تم القبض عليه. أنا أحب الأشخاص الذين لم يتم القبض عليهم، حسنًا؟ أكره أن أخبرك.
فرانك: (01:52)
هل أنت موافق على ذلك؟
دونالد ترمب: (01:52)
إنه بطل حرب لأنه تم القبض عليه، أليس كذلك؟ وأعتقد أنه ربما يكون بطل حرب، لكنه الآن قال بعض الأشياء السيئة للغاية عن الكثير من الناس. فما قلته هو أن جون ماكين، أنا لا أتفق معه في أن هؤلاء الناس ليسوا مجانين. والأهم من ذلك، وأنا أقول الحقيقة، أنه تخرج في المرتبة الأخيرة في دفعته في أنابوليس. فقلت، لا أحد يعرف ذلك. قلت أنه تخرج من المرتبة الأخيرة أو ما قبل الأخيرة. لقد تخرج أخيرًا في دفعته في أنابوليس وكان مستاءً. قلت، "لماذا؟ لأنني قلت الحقيقة؟". انظر، ليس من المفترض أن تقول إن شخصًا تخرج في المرتبة الأخيرة أو قبل الأخيرة في صفه. لأنك من المفترض أن تكون لطيفًا جدًا، كما يقول فرانك. أيها الناس، أريد أن أجعل أمريكا عظيمة مرة أخرى. نريد أن نصل إلى صلب الموضوع. نحن لا نريد أن نستمع إلى كلامه المتعلق بالصوابية السياسية وكل شيء آخر. لدينا الكثير من العمل للقيام به. " 
قلت إنه تخرج في آخر الصف، أو قبل الأخير، تخرج آخر واحد في فصله في أنابوليس، وكان مستاءً. قلت له، "لماذا؟ هل لأنك قلت الحقيقة؟""
في أعقاب حادثة قمة القيادة، بدأت مقابلة أجريت عام 1999 بين ترمب ودان راذير في برنامج 60 دقيقة بالظهور على تويتر ويوتيوب ووسائل التواصل الاجتماعي الأخرى. خلال المقابلة، سُئل ترمب عن الخدمة العسكرية التي قضاها ماكين، فأجاب ترمب:
أُسٓر. هل يجعلك الأسر بطلاً؟ لا أعرف. لست متأكداً.

### 2016
| دونالد ترامب     | منصة إكس |
| ‎@realDonaldTrump |          |

             السيناتور جون ماكين، الذي كان فاحش اللسان، توسّل للحصول على دعمي خلال حملته الأولية (قدّمته له، ففاز)، ثم تخلّى عني بسبب تعليقات في غرفة الملابس!
         

        11 أكتوبر 2016

في أعقاب تصريحات ترمب المثيرة للجدل خلال حادثة قمة القيادة في يوليو 2015، أعلن ماكين في أبريل 2016 أنه لن يحضر المؤتمر الوطني الجمهوري في يوليو من نفس العام بعد حصول ترمب على ترشيح الحزب الجمهوري لمنصب الرئيس. ومع ذلك، صرح ماكين أنه على الرغم من تصريحات ترمب، فإنه سيظل يصوت لصالحه، مستشهدًا بـ "لأنني جمهوري فخور وأدعم الحزب الجمهوري".
ومع ذلك، بعد إصدار شريط وصول هوليوود في 7 أكتوبر/تشرين الأول 2016، أي قبل شهر واحد فقط من الانتخابات، أعلن ماكين أنه يسحب تصويته ودعمه لترمب، قائلاً:

### 2018
في 25 أغسطس 2018 توفي ماكين بسبب مضاعفات ورم أرومي دبقي الذي كان يكافحه كفاحا منذ تشخيصه في يوليو 2017. أشار العديد من الأصدقاء المقربين لماكين إلى أنه لم يكن يريد حضور الرئيس ترمب في جنازته التي كان من المقرر إقامتها في سبتمبر 2018.
وفقا لمقال جيفري غولدبرغ في مجلة ذا أتلانتيك في سبتمبر 2020، بعد وفاة ماكين في أغسطس 2018، يزعم أن ترمب، وفقا لثلاثة مصادر على دراية مباشرة بالحدث، أخبر كبار موظفيه:
تستمر المقالة أيضًا في الإشارة إلى أن ترمب أصبح غاضبًا عندما رأى الأعلام مرفوعة إلى النصف حدادًا على ماكين، قائلاً لمساعديه:

### 2019
| دونالد ترامب     | منصة إكس |
| ‎@realDonaldTrump |          |

             "إن نشر الملف المزيف الذي فقد مصداقيته بالكامل يشكل للأسف وصمة عار كبيرة في جبين جون ماكين". كين ستار، المستشار المستقل السابق. لقد كانت لديه "وصمة" أسوأ من هذه، بما في ذلك رفضه لإلغاء واستبدال القانون بعد سنوات من الحملات المطالبة بإلغاء واستبدال القانون!
         

        March 16, 2019

بعد ما يقرب من سبعة أشهر من وفاة ماكين، انتقد ترمب ماكين في تغريدة تويتر له في 16 مارس 2019، " اعترض " التصويت الذي منع إلغاء 2017 من قانون الرعاية بأسعار معقولة، بينما نقلا عن كين ستار. في اليوم التالي، في 17 مارس، روج ترمب لـ نظرية المؤامرة على تويتر مما يشير إلى أن قرار ماكين لإرسال ستيل دوسير إلى مكتب التحقيقات الفيدرالي كان تواطؤا مع الحزب الديمقراطي لمهاجمته شخصيا.
أثناء اجتماعه في المكتب البيضاوي مع الرئيس البرازيلي جايير بولسونارو، في 19 مارس/آذار 2019 وبعد يومين فقط من نشر تغريداته المثيرة للجدل بشأن ماكين، سأل الصحفيون ترمب عن انتقاداته الأخيرة لماكين، على الرغم من وفاته. ورد ترمب قائلاً:
في 20 مارس 2019، أدلى ترمب بسلسلة من التصريحات المثيرة للجدل للغاية بشأن ماكين في منشأة تصنيع دبابات للجيش الأمريكي، في ليما، أوهايو. أعلن ترمب أن عائلة ماكين لم تشكره أبدًا على جنازة ماكين، وأعرب عن عدم اكتراثه بالسيناتور المتوفى، قائلًا:

### 2024
في الانتخابات التمهيدية الرئاسية للحزب الجمهوري لعام 2024 انتقد ترمب دعم السناتور ماكين لقانون الرعاية الميسرة قائلاً: «كما تعلمون، بدون جون ماكين، كنا لنتمكن من إنجازه. لكن جون ماكين، لسبب ما، لم يستطع رفع ذراعه»، وبدا أنه قالها ساخرًا من اختيار ماكين في عام 2017 للتصويت ضد مشروع قانون يقوده الجمهوريون لإلغاء قانون أوباما كير. فردت ميغان ماكين على موقع التواصل الاجتماعي X: «كان والدي بطلاً أمريكياً. رمزاً. وطنياً سيظل في الأذهان عبر التاريخ»، وطفقت تصف ترمب بأنه «محتال ينكر الانتخابات».